# آنتونی کارتر (بازیکن بیسبال)
آنتونی کارتر (انگلیسی: Anthony Carter؛ زادهٔ ۴ آوریل ۱۹۸۶) بازیکن بیس‌بال اهل ایالات متحده آمریکا است.
وی در مسابقات کشوری و بین‌المللی در مجموع برندهٔ ۱ مدال نقره شده‌است.